# Hookwood Common Brook
Der Hookwood Common Brook ist ein Wasserlauf in Surrey, England. Er entspringt nördlich von Charlwood und fließt in östlicher Richtung bis zu seiner Mündung in den River Mole am westlichen Rand von Horley.